# Ana Šimić
Ana Šimić (* 5. Mai 1990 in Gradačac, SR Bosnien und Herzegowina, SFR Jugoslawien) ist eine kroatische Leichtathletin, die sich auf den Hochsprung spezialisiert hat.

## Sportliche Laufbahn
Erste Erfahrungen bei internationalen Meisterschaften sammelte Ana Šimić im Jahr 2007, als sie bei den Jugendweltmeisterschaften in Ostrava mit übersprungenen 1,70 m in der Qualifikation ausschied. Auch bei den Juniorenweltmeisterschaften im Jahr darauf in Bydgoszcz verpasste sie mit 1,78 m den Finaleinzug, wie auch bei den Junioreneuropameisterschaften 2009 in Novi Sad mit 1,73 m. Im Jahr darauf nahm sie dann erstmals an den Europameisterschaften in Barcelona teil, schied aber auch dort mit 1,83 m in der Qualifikation aus, wie auch bei den Halleneuropameisterschaften 2011 in Paris mit 1,85 m. Mitte Juli belegte sie dann bei den U23-Europameisterschaften in Ostrava mit einer Höhe von 1,90 m den siebten Platz und nahm anschließend an der Sommer-Universiade in Shenzhen teil und erreichte dort mit 1,81 m Rang elf. Im Jahr darauf gewann sie mit 1,91 m die Bronzemedaille bei den Balkan-Hallenmeisterschaften in Istanbul und kurz darauf schied sie bei den Hallenweltmeisterschaften ebendort mit 1,88 m in der Qualifikation aus. Ende Juni schied sie bei den Europameisterschaften in Helsinki mit 1,83 m in der Vorrunde aus und nahm daraufhin an den Olympischen Sommerspielen in London teil, bei denen sie mit 1,80 m den Finaleinzug verpasste.
2013 siegte sie mit einer Höhe von 1,93 m bei den Balkan-Hallenmeisterschaften in Istanbul und anschließend schied sie bei den Halleneuropameisterschaften in Göteborg mit 1,89 m in der Vorrunde aus. Ende Juni siegte sie mit übersprungenen 1,92 m bei den Mittelmeerspielen in Mersin und daraufhin gewann sie bei den Balkan-Meisterschaften in Stara Sagora mit 1,88 m die Bronzemedaille. Anschließend schied sie bei den Weltmeisterschaften in Moskau mit 1,88 m in der Qualifikation aus.  Im Jahr darauf verteidigte sie bei den Balkan-Hallenmeisterschaften in Istanbul mit 1,94 m ihren Titel und schied anschließend bei den Hallenweltmeisterschaften in Sopot mit 1,88 m in der Vorrunde aus. Mitte Mai siegte sie mit 1,97 m beim Diamond-League-Meeting in Shanghai und wurde bei den Bislett Games in Oslo mit 1,95 m Dritte, wie auch beim Paris Meeting mit 1,94 m. Daraufhin wurde sie beim British Athletics Grand Prix in Glasgow mit 1,93 m Zweite und gewann dann bei den Europameisterschaften in Zürich mit neuer Bestleistung von 1,99 m die Bronzemedaille hinter der Spanierin Ruth Beitia und Marija Lassizkene aus Russland. Anschließend wurde sie beim Diamond League Meeting in Stockholm mit 1,90 m Dritte und bei Weltklasse Zürich wurde sie mit übersprungenen 1,98 m Zweite. Zu Saisonabschluss wurde sie beim Continentalcup in Marrakesch mit einer Höhe von 1,95 m Dritte hinter Lassizkene und der US-Amerikanerin Chaunté Lowe. 2015 erreichte sie bei den Weltmeisterschaften in Peking erstmals das Finale und belegte dort mit 1,88 m den neunten Platz. Im Jahr darauf wurde sie mit 1,92 m Dritte beim Shanghai Golden Grand Prix und anschließend scheiterte sie bei den Europameisterschaften in Amsterdam mit 1,89 m in der Qualifikation. Daraufhin nahm sie erneut an den Olympischen Sommerspielen in Rio de Janeiro teil und verpasste dort mit 1,89 m den Finaleinzug.
2017 gewann sie mit übersprungenen 1,86 m die Bronzemedaille bei den Balkan-Hallenmeisterschaften in Belgrad und kurz darauf belegte sie bei den Halleneuropameisterschaften ebendort mit 1,89 m den siebten Platz. Im August schied sie dann bei den Weltmeisterschaften in London mit übersprungenen 1,85 m in der Qualifikation aus. Im Jahr darauf siegte sie mit 1,92 m bei den Balkan-Hallenmeisterschaften in Istanbul und wurde im Sommer bei den Europameisterschaften in Berlin mit einer Höhe von 1,87 m Zehnte. 2019 gewann sie bei den Balkan-Hallenmeisterschaften mit 1,90 m die Bronzemedaille und schied anschließend bei den Halleneuropameisterschaften in Glasgow mit 1,85 m in der Vorrunde aus. Anfang Mai wurde sie mit 1,91 m Zweite bei der Doha Diamond League und im Herbst klassierte sie sich bei den Weltmeisterschaften ebendort mit 1,93 m im Finale auf dem siebten Platz. 2020 gewann sie bei den Balkan-Hallenmeisterschaften mit 1,86 m erneut die Bronzemedaille und im Jahr darauf wurde sie bei den Balkan-Meisterschaften in Smederevo mit 1,89 m Vierte. Anschließend startete sie ein weiteres Mal bei den Olympischen Sommerspielen in Tokio, verpasste dort aber mit 1,86 m den Finaleinzug.
In den Jahren von 2006 bis 2009 sowie 2011 und von 2016 bis 2019 sowie 2021 wurde Šimić kroatische Meisterin im Hochsprung im Freien sowie  2007 und 2008, 2010 und 2013, 2016 und 2017 sowie 2019 und 2020 auch in der Halle.

## Persönliche Bestleistungen
- Hochsprung: 1,99 m, 17. August 2014 in Zürich
  - Hochsprung (Halle): 1,95 m, 8. Februar 2015 in Třinec